# Ebenavia
Ebenavia — рід геконоподібних ящірок родини геконових (Gekkonidae). Представники цього роду мешкають на Мадагаскарі, Маврикії, Коморських островах і острові Пемба в західній частині Індійського океану.

## Види
Рід Ebenavia нараховує 6 видів:
- Ebenavia boettgeri Boulenger, 1885
- Ebenavia inunguis Boettger, 1878
- Ebenavia maintimainty Nussbaum & Raxworthy, 1998
- Ebenavia robusta Hawlitschek, Scherz, Ruthensteiner, Crottini, & Glaw, 2018
- Ebenavia safari Hawlitschek, Scherz, Ruthensteiner, Crottini, & Glaw, 2018
- Ebenavia tuelinae Hawlitschek, Scherz, Ruthensteiner, Crottini, & Glaw, 2018